# Limnornis curvirostris
Limnornis curvirostris е вид птица от семейство Furnariidae, единствен представител на род Limnornis.

## Разпространение
Видът е разпространен в Аржентина, Бразилия и Уругвай.